# Bizanos
Bizanos (Visanòs en occitano) es una población y comuna francesa, en la región de Aquitania, departamento de Pirineos Atlánticos, en el distrito de Pau y cantón de Pau-Sud.
Esta localidad existe desde la época de la Galia Romana, aunque las primeras referencias a la mención de Bizanos ocurrieron en el siglo XII por medio de la familia de Raymond de Bisanos. Uno de los puntos de referencia de este poblado, la Église Saint-Magne, fue construida en 1874.

## Demografía
| 517                       | 522 | 509 | 705 | 898 | 788 | 986 | 1068 | 1054 | 1145 | 1327 | 1523 | 1556 | 1716 | 1874 | 1988 | 1802 | 1914 | 1922 | 2243 | 2231 | 2437 | 2824 | 2775 | 2761 | 3010 | 3586 | 4039 | 4249 | 4134 | 4298 | 4673 | 4612 | 4613 |
| (Fuente: Cassini e INSEE) |     |     |     |     |     |     |      |      |      |      |      |      |      |      |      |      |      |      |      |      |      |      |      |      |      |      |      |      |      |      |      |      |      |